# Danh sách xã thuộc tỉnh Vĩnh Phúc
Tính đến ngày 10 tháng 4 năm 2023, tỉnh Vĩnh Phúc có 136 đơn vị hành chính cấp xã, trong đó có 102 xã.
Dưới đây là danh các xã thuộc tỉnh Vĩnh Phúc hiện nay.
| Xã           | Trực thuộc         | Diện tích (km²) | Dân số (người) | Mật độ dân số (người/km²) | Thành lập |
| ------------ | ------------------ | --------------- | -------------- | ------------------------- | --------- |
| An Hòa       | Huyện Tam Dương    | 7,33            | 6.480          | 884                       | 2003      |
| An Tường     | Huyện Vĩnh Tường   | 11,36           | 5.680          |                           |           |
| Bạch Lưu     | Huyện Sông Lô      | 6,28            | 2.592          | 413                       | 1965      |
| Bàn Giản     | Huyện Lập Thạch    | 5,75            | 4.537          | 789                       | 1965      |
| Bắc Bình     | Huyện Lập Thạch    | 11,3            | 7.000          | 600                       |           |
| Bình Dương   | Huyện Vĩnh Tường   | 7,61            | 11.382         | 1496                      |           |
| Bình Định    | Huyện Yên Lạc      |                 |                |                           |           |
| Bồ Lý        | Huyện Tam Đảo      |                 |                |                           |           |
| Bồ Sao       | Huyện Vĩnh Tường   |                 |                |                           |           |
| Cao Đại      | Huyện Vĩnh Tường   |                 |                |                           |           |
| Cao Minh     | Thành phố Phúc Yên | 12,40           |                |                           |           |
| Cao Phong    | Huyện Sông Lô      |                 |                |                           |           |
| Chấn Hưng    | Huyện Vĩnh Tường   |                 |                |                           |           |
| Duy Phiên    | Huyện Tam Dương    |                 |                |                           |           |
| Đại Đồng     | Huyện Vĩnh Tường   |                 |                |                           |           |
| Đại Tự       | Huyện Yên Lạc      |                 |                |                           |           |
| Đạo Trù      | Huyện Tam Đảo      |                 |                |                           |           |
| Đạo Tú       | Huyện Tam Dương    |                 |                |                           |           |
| Đình Chu     | Huyện Lập Thạch    |                 |                |                           |           |
| Đôn Nhân     | Huyện Sông Lô      |                 |                |                           |           |
| Đồng Cương   | Huyện Yên Lạc      |                 |                |                           |           |
| Đồng Ích     | Huyện Lập Thạch    |                 |                |                           |           |
| Đồng Quế     | Huyện Sông Lô      |                 |                |                           |           |
| Đồng Thịnh   | Huyện Sông Lô      |                 |                |                           |           |
| Đồng Tĩnh    | Huyện Tam Dương    |                 |                |                           |           |
| Đồng Văn     | Huyện Yên Lạc      |                 |                |                           |           |
| Đức Bác      | Huyện Sông Lô      |                 |                |                           |           |
| Hải Lựu      | Huyện Sông Lô      |                 |                |                           |           |
| Hoàng Đan    | Huyện Tam Dương    |                 |                |                           |           |
| Hoàng Hoa    | Huyện Tam Dương    |                 |                |                           |           |
| Hoàng Lâu    | Huyện Tam Dương    |                 |                |                           |           |
| Hồ Sơn       | Huyện Tam Đảo      |                 |                |                           |           |
| Hồng Châu    | Huyện Yên Lạc      |                 |                |                           |           |
| Hồng Phương  | Huyện Yên Lạc      |                 |                |                           |           |
| Hợp Lý       | Huyện Lập Thạch    |                 |                |                           |           |
| Hợp Thịnh    | Huyện Tam Dương    |                 |                |                           |           |
| Hướng Đạo    | Huyện Tam Dương    |                 |                |                           |           |
| Hương Sơn    | Huyện Bình Xuyên   |                 |                |                           |           |
| Kim Xá       | Huyện Vĩnh Tường   |                 |                |                           |           |
| Lãng Công    | Huyện Sông Lô      |                 |                |                           |           |
| Liên Châu    | Huyện Yên Lạc      |                 |                |                           |           |
| Liên Hòa     | Huyện Lập Thạch    |                 |                |                           |           |
| Liễn Sơn     | Huyện Lập Thạch    |                 |                |                           |           |
| Lũng Hòa     | Huyện Vĩnh Tường   |                 |                |                           |           |
| Lý Nhân      | Huyện Vĩnh Tường   |                 |                |                           |           |
| Minh Quang   | Huyện Tam Đảo      |                 |                |                           |           |
| Nghĩa Hưng   | Huyện Vĩnh Tường   |                 |                |                           |           |
| Ngọc Mỹ      | Huyện Lập Thạch    |                 |                |                           |           |
| Ngọc Thanh   | Thành phố Phúc Yên | 77,36           |                |                           |           |
| Ngũ Kiên     | Huyện Vĩnh Tường   |                 |                |                           |           |
| Nguyệt Đức   | Huyện Yên Lạc      |                 |                |                           |           |
| Nhạo Sơn     | Huyện Sông Lô      |                 |                |                           |           |
| Nhân Đạo     | Huyện Sông Lô      |                 |                |                           |           |
| Như Thụy     | Huyện Sông Lô      |                 |                |                           |           |
| Phú Đa       | Huyện Vĩnh Tường   |                 |                |                           |           |
| Phú Xuân     | Huyện Bình Xuyên   |                 |                |                           |           |
| Phương Khoan | Huyện Sông Lô      |                 |                |                           |           |
| Quang Sơn    | Huyện Lập Thạch    |                 |                |                           |           |
| Quang Yên    | Huyện Sông Lô      |                 |                |                           |           |
| Quất Lưu     | Huyện Bình Xuyên   |                 |                |                           |           |
| Sơn Đông     | Huyện Lập Thạch    |                 |                |                           |           |
| Sơn Lôi      | Huyện Bình Xuyên   |                 |                |                           |           |
| Tam Hợp      | Huyện Bình Xuyên   |                 |                |                           |           |
| Tam Phúc     | Huyện Vĩnh Tường   |                 |                |                           |           |
| Tam Quan     | Huyện Tam Đảo      |                 |                |                           |           |
| Tân Lập      | Huyện Sông Lô      |                 |                |                           |           |
| Tân Phong    | Huyện Bình Xuyên   |                 |                |                           |           |
| Tân Phú      | Huyện Vĩnh Tường   |                 |                |                           |           |
| Tân Tiến     | Huyện Vĩnh Tường   |                 |                |                           |           |
| Tề Lỗ        | Huyện Yên Lạc      |                 |                |                           |           |
| Thái Hòa     | Huyện Lập Thạch    |                 |                |                           |           |
| Thanh Trù    | Thành phố Vĩnh Yên |                 |                |                           |           |
| Thanh Vân    | Huyện Tam Dương    |                 |                |                           |           |
| Thiện Kế     | Huyện Bình Xuyên   |                 |                |                           |           |
| Thượng Trưng | Huyện Vĩnh Tường   |                 |                |                           |           |
| Tiên Lữ      | Huyện Lập Thạch    |                 |                |                           |           |
| Triệu Đề     | Huyện Lập Thạch    |                 |                |                           |           |
| Trung Hà     | Huyện Yên Lạc      |                 |                |                           |           |
| Trung Kiên   | Huyện Yên Lạc      |                 |                |                           |           |
| Trung Mỹ     | Huyện Bình Xuyên   |                 |                |                           |           |
| Trung Nguyên | Huyện Yên Lạc      |                 |                |                           |           |
| Tuân Chính   | Huyện Vĩnh Tường   |                 |                |                           |           |
| Tử Du        | Huyện Lập Thạch    |                 |                |                           |           |
| Tứ Yên       | Huyện Sông Lô      |                 |                |                           |           |
| Văn Quán     | Huyện Lập Thạch    |                 |                |                           |           |
| Văn Tiến     | Huyện Yên Lạc      |                 |                |                           |           |
| Vân Hội      | Huyện Tam Dương    |                 |                |                           |           |
| Vân Trục     | Huyện Lập Thạch    |                 |                |                           |           |
| Vân Xuân     | Huyện Vĩnh Tường   |                 |                |                           |           |
| Việt Xuân    | Huyện Vĩnh Tường   |                 |                |                           |           |
| Vĩnh Ninh    | Huyện Vĩnh Tường   |                 |                |                           |           |
| Vĩnh Sơn     | Huyện Vĩnh Tường   |                 |                |                           |           |
| Vĩnh Thịnh   | Huyện Vĩnh Tường   |                 |                |                           |           |
| Vũ Di        | Huyện Vĩnh Tường   |                 |                |                           |           |
| Xuân Hòa     | Huyện Lập Thạch    |                 |                |                           |           |
| Xuân Lôi     | Huyện Lập Thạch    |                 |                |                           |           |
| Yên Bình     | Huyện Vĩnh Tường   |                 |                |                           |           |
| Yên Dương    | Huyện Tam Đảo      |                 |                |                           |           |
| Yên Đồng     | Huyện Yên Lạc      |                 |                |                           |           |
| Yên Lập      | Huyện Vĩnh Tường   |                 |                |                           |           |
| Yên Phương   | Huyện Yên Lạc      |                 |                |                           |           |
| Yên Thạch    | Huyện Sông Lô      |                 |                |                           |           |